# Покровское оледенение
Покровское оледенение (варяжское оледенение, наровское оледенение, гюнцское оледенение) ― одно из первых в неоплейстоцене оледенение на Восточно-Европейской равнине.

## Продолжительность
Длилось с конца эоплейстоцена (брестское предледниковье до начала ильинского (пайского) межледниковья. Некоторые исследователи ранее предполагали, что продолжительность этого оледенения 40 тыс. лет (600—560 тыс. лет назад). Соответствует кромерийскому этапу, который предшествовал английскому (MIS 12) и эльстерскому (MIS 10) оледенениям, и показал отсутствие ледниковых отложений в Западной Европе, что привело к историческим терминам кромерийского межледниковья и кромерийского тёплого периода (нем. Kromer-Warmzeit). Теперь известно, что кромерийский период состоял из нескольких ледниковых и межледниковых периодов. Ядром кромериана является первая половина среднего плейстоцена (ионийская) примерно 800—500 тыс. лет назад, что соответствует морским изотопным стадиям MIS 19 — MIS 13. Важным местонахождением окаменелостей с останками животных, датируемых возрастом примерно 600 000 лет назад, являются пески Мосбах, названные в честь заброшенной деревни недалеко от Висбадена (Германия).

## Распространение
Одним из центров оледенения был Скандинавский полуостров, ледник дошёл до границы Малорита — Пинск — Старобин — Глуск — Бобруйск — Быхов — Чаусы — Дрибин в Белоруссии. Западная часть территории Белоруссии была ниже, чем юго-восточная, поэтому ледник продвинулся там значительно дальше на юг, в пределы Брестской впадины. На территории страны, которая не была под ледниками, произрастали изреженные леса из берёзы, сосны.

## Последствия
Отложения, накопившиеся во время оледенения, погребены под более молодыми межледниковыми и ледниковыми образованиями. Средняя мощность на территории Белоруссии равна 10—15 м, в некоторых местах (возле Волковыска, Щучина, Баранович, Борисова и др.) более 50 м. На севере ледниковые горизонты оледенения были в основном уничтожены ледниками более поздних оледенений. С наступлением ильинского межледниковья ледник отступил (растаял), остались конечные (краевые) образования, пологие моренные и водно-ледниковые равнины с озёрами, ложбинами ледникового выпахивания и размыва.